# Reinforcement Sensitivity Theorie
Die Reinforcement Sensitivity Theorie (RST) von Jeffrey Alan Gray ist eine Modifikation des Temperamentsmodells von Hans Jürgen Eysenck. Die Theorie unterteilt drei Verhaltenssysteme hinsichtlich der Empfindlichkeit für Belohnung, Bestrafung und Motivation. 
Die RST beinhaltet drei Dimensionen:
BAS (Behavioral Activation System): Konditionierte Signale für Belohnung und Nicht-Bestrafung 

BIS (Behavioral Inhibition System): Konditionierte Signale für Bestrafung und Nicht-Belohnung 

FFS (Fight/Flight System): Unkonditionierte Signale für Bestrafung und Nicht-Belohnung

Im Vergleich zur Persönlichkeitstheorie von Eysenck lassen sich die Dimensionen BAS (Verhaltensaktivierung) und BIS (Verhaltenshemmung) auch als Rotation der Achsen Extraversion und Neurotizismus um 30° ansehen. Das FFS wird auch als Bedrohungssystem bezeichnet. Extraversion wäre demnach als Balance zwischen dem Belohnungs- und Bestrafungssystem anzusehen und Neurotizismus für die jeweilige Stärke. Die Aktivierung des Belohnungssystems würde dann Extraversion erhöhen und die Aktivierung des Bestrafungssystems Extraversion reduzieren.
Der Persönlichkeitstest SPSRQ (Sensitivity to Punishment and Reward Questionnaire) dient der Bestimmung der Ausprägungen auf den Dimensionen BIS und BAS und enthält 48 Items, jeweils 24 für Belohnungssensitivität und 24 für Bestrafungssensitivität.

## Überarbeitung
Die Theorie wurde später überarbeitet, es wurde dann vor allem zwischen Angst und Furcht unterschieden. Dabei wurde das System FFS zum FFFS-System (Fight-Flight-Freeze-System) erweitert. Die Unterscheidung erfolgt nun nicht mehr bezüglich der Gegensätze konditioniert und unkonditioniert. Furcht wäre demnach die Funktion, sich vom Gefahrenreiz abzuwenden und Angst die Funktion, sich der Gefahr zuzuwenden.  Angst wäre im Gegensatz zu Furcht durch Medikamente beeinflussbar. 